# Asher (film)
Asher è un film del 2018 diretto da Michael Caton-Jones.

## Trama
Asher è un sicario che inizia a sentire il peso degli anni e della solitudine. A causa di uno svenimento durante un sopralluogo, conosce una donna.